# Andreï Olhovskiy
Andreï Olhovskiy (en russe : Андрей Станиславович Ольховский), né le 15 avril 1966 à Moscou, est un joueur de tennis russe, professionnel de 1989 à 2005.

## Carrière
Il a surtout brillé en double où il a remporté 20 titres sur le circuit ATP et a atteint la finale de Roland-Garros 1992. Il a également remporté en double mixte les tournois de Roland-Garros 1993 et de l'Open d'Australie 1994.
En simple, alors qu'il est classé no 193, c'est lui qui stoppe Jim Courier no 1 mondial en 1/16 de finale de Wimbledon 1992, alors que celui-ci était en route pour un possible Grand Chelem calendaire après avoir remporté l'Open d'Australie et Roland-Garros.

## Parcours dans les tournois duGrand Chelem

### En simple
| Année | Open d'Australie | Open d'Australie | Internationaux de France | Internationaux de France | Wimbledon       | Wimbledon  | US Open         | US Open          |
| ----- | ---------------- | ---------------- | ------------------------ | ------------------------ | --------------- | ---------- | --------------- | ---------------- |
| 1987  | —                | —                | —                        | —                        | 1er tour (1/64) | A. Castle  | —               | —                |
| 1988  | 1er tour (1/64)  | R. Leach         | —                        | —                        | 1/8 de finale   | P. Cash    | —               | —                |
| 1989  | —                | —                | 1er tour (1/64)          | F. Roig                  | —               | —          | 2e tour (1/32)  | A. Mancini       |
| 1990  | —                | —                | —                        | —                        | —               | —          | —               | —                |
| 1991  | —                | —                | —                        | —                        | 3e tour (1/16)  | Bo. Becker | 1er tour (1/64) | D. Sapsford      |
| 1992  | —                | —                | —                        | —                        | 1/8 de finale   | J. McEnroe | —               | —                |
| 1993  | 3e tour (1/16)   | B. Steven        | 1er tour (1/64)          | P. Haarhuis              | 3e tour (1/16)  | A. Foster  | 1er tour (1/64) | S. Matsuoka      |
| 1994  | 1er tour (1/64)  | P. Kühnen        | 2e tour (1/32)           | M. Tillström             | 2e tour (1/32)  | J. Burillo | 2e tour (1/32)  | S. Bruguera      |
| 1995  | 3e tour (1/16)   | O. Delaitre      | 1er tour (1/64)          | A. Berasategui           | 2e tour (1/32)  | J. Eltingh | 1er tour (1/64) | D. Nestor        |
| 1996  | —                | —                | 1er tour (1/64)          | J. Courier               | 2e tour (1/32)  | M. Rosset  | 2e tour (1/32)  | M. Philippoussis |
| 1997  | 1er tour (1/64)  | P. McEnroe       | —                        | —                        | —               | —          | —               | —                |

N.B. : à droite du résultat se trouve le nom de l'ultime adversaire.

### En double
| Année | Open d'Australie            | Open d'Australie               | Internationaux de France    | Internationaux de France | Wimbledon                     | Wimbledon                    | US Open                      | US Open                |
| ----- | --------------------------- | ------------------------------ | --------------------------- | ------------------------ | ----------------------------- | ---------------------------- | ---------------------------- | ---------------------- |
| 1988  | —                           | —                              | —                           | —                        | 2e tour (1/16) A. Volkov      | B. Dyke T. Nijssen           | —                            | —                      |
| 1989  | —                           | —                              | —                           | —                        | —                             | —                            | 1er tour (1/32) H. Skoff     | E. Amend B. Black      |
| 1990  | —                           | —                              | —                           | —                        | —                             | —                            | —                            | —                      |
| 1991  | —                           | —                              | 1er tour (1/32) M. Górriz   | R. Leach J. Pugh         | 1er tour (1/32) L. Pimek      | J. Courier D. Flach          | 1er tour (1/32) D. Adams     | S. Davis D. Pate       |
| 1992  | 1er tour (1/32) D. Poliakov | P. Korda W. Masur              | Finale D. Adams             | J. Hlasek M. Rosset      | 1er tour (1/32) D. Adams      | J. Frana L. Lavalle          | 1er tour (1/32) D. Adams     | W. Ferreira P. Norval  |
| 1993  | 1er tour (1/32) D. Adams    | B. Garnett T. Middleton        | 2e tour (1/16) D. Adams     | H. J. Davids P. Norval   | 2e tour (1/16) D. Adams       | D. Dilucia B. MacPhie        | 1/2 finale D. Adams          | K. Flach R. Leach      |
| 1994  | 1/8 de finale D. Adams      | T. Nijssen C. Suk              | 1/2 finale D. Adams         | B. Black J. Stark        | 1er tour (1/32) D. Adams      | S. Bale B. Steven            | 1/4 de finale D. Adams       | J. Eltingh P. Haarhuis |
| 1995  | 2e tour (1/16) D. Adams     | O. Kristiansson L.-A. Wahlgren | 1/4 de finale I. Kafelnikov | J. Eltingh P. Haarhuis   | 1/4 de finale J. Siemerink    | M.-K. Goellner I. Kafelnikov | 2e tour (1/16) I. Kafelnikov | S. Casal E. Sánchez    |
| 1996  | 1/2 finale P. Galbraith     | S. Edberg P. Korda             | 2e tour (1/16) P. Galbraith | J. Frana R. Leach        | 1/8 de finale P. Galbraith    | B. MacPhie M. Tebbutt        | 1er tour (1/32) K. Flach     | D. Adams M. Oosting    |
| 1997  | 1/4 de finale M. Damm       | T. Woodbridge M. Woodforde     | 2e tour (1/16) M. Damm      | O. Delaitre F. Santoro   | 2e tour (1/16) B. Steven      | E. Ferreira P. Galbraith     | 1/8 de finale M. Damm        | G. Ivanišević C. Suk   |
| 1998  | —                           | —                              | 2e tour (1/16) D. Prinosil  | J. Eltingh P. Haarhuis   | 1er tour (1/32) M. Mirnyi     | M. Bhupathi L. Paes          | 2e tour (1/16) M. Barnard    | L. Jensen M. Jensen    |
| 1999  | 1/8 de finale M. Mirnyi     | P. Galbraith P. Haarhuis       | 2e tour (1/16) A. Florent   | P. Albano T. Carbonell   | —                             | —                            | 1/2 finale D. Prinosil       | M. Bhupathi L. Paes    |
| 2000  | 2e tour (1/16) J. Siemerink | N. Marques T. Vanhoudt         | —                           | —                        | 2e tour (1/16) R. Koenig      | D. Adams J.-L. de Jager      | 1er tour (1/32) D. Prinosil  | J. Boutter F. Santoro  |
| 2001  | —                           | —                              | 2e tour (1/16) M. Barnard   | J. Eagle A. Florent      | 2e tour (1/16) M.-K. Goellner | E. Ferreira R. Leach         | 1er tour (1/32) F. Santoro   | M. Mirnyi S. Stolle    |
| 2002  | 1er tour (1/32) T. Shimada  | A. Costa A. Martín             | 1er tour (1/32) K. Braasch  | T. Crichton T. Perry     | 2e tour (1/16) S. Humphries   | B. Bryan M. Bryan            | 2e tour (1/16) S. Aspelin    | D. Johnson J. Palmer   |
| 2003  | —                           | —                              | 2e tour (1/16) S. Sargsian  | W. Arthurs P. Hanley     | 1er tour (1/32) S. Sargsian   | M. Knowles D. Nestor         | 1er tour (1/32) S. Sargsian  | A. Dupuis Lee H-t.     |
| 2004  | 2e tour (1/16) I. Andreev   | M. Llodra F. Santoro           | —                           | —                        | —                             | —                            | —                            | —                      |

N.B. : le nom du ou de la partenaire se trouve sous le résultat ; le nom des ultimes adversaires se trouve à droite.

### En double mixte
| Année | Open d'Australie                | Open d'Australie             | Internationaux de France      | Internationaux de France      | Wimbledon                    | Wimbledon                   | US Open                        | US Open                   |
| ----- | ------------------------------- | ---------------------------- | ----------------------------- | ----------------------------- | ---------------------------- | --------------------------- | ------------------------------ | ------------------------- |
| 1993  |                                 |                              | Victoire E. Maniokova         | Elna Reinach Danie Visser     |                              |                             |                                |                           |
| 1994  | Victoire Larisa Neiland         | Helena Suková T. Woodbridge  | Finale Larisa Neiland         | Kristie Boogert Menno Oosting | 1/4 de finale Larisa Neiland | Helena Suková T. Woodbridge |                                |                           |
| 1995  | 1er tour (1/16) Larisa Neiland  | Natasha Zvereva Rick Leach   |                               |                               |                              |                             |                                |                           |
| 1996  | 1er tour (1/16) Kristie Boogert | Julie Halard Michael Tebbutt | 1/4 de finale Kristie Boogert | Nicole Arendt Luke Jensen     |                              |                             |                                |                           |
| 1997  | 1er tour (1/16) E. Likhovtseva  | L. Davenport Grant Connell   |                               |                               | Finale Larisa Neiland        | Helena Suková Cyril Suk     | 1/4 de finale Larisa Savchenko | Mercedes Paz Pablo Albano |

N.B. : le nom du ou de la partenaire se trouve sous le résultat ; le nom des ultimes adversaires se trouve à droite.

## Participation aux Masters

### En double
| Année | Ville        | Surface    | Partenaire  | Résultats | Résultat final |
| ----- | ------------ | ---------- | ----------- | --------- | -------------- |
| 1993  | Johannesburg | Dur indoor | David Adams | 3v, 1d    | Demi-finaliste |
| 1994  | Jakarta      | Dur indoor | David Adams | 2v, 2d    | Demi-finaliste |